# Chitinotylenchus sedatus
Chitinotylenchus sedatus är en rundmaskart. Chitinotylenchus sedatus ingår i släktet Chitinotylenchus och familjen Tylenchidae. Inga underarter finns listade i Catalogue of Life.